# Kultura Hoà Bình
Kultura Hoà Bình – wczesnoneolityczna kultura archeologiczna Wietnamu. 
Nazwa pochodzi od stanowisk archeologicznych rozmieszczonych w prowincji Hoà Bình. Wyróżniono trzy fazy tej kultury. Pierwsza faza miała wiele cech wspólnych z nieznacznie starszą kulturą Bắc Sơn (II tys. p.n.e.) i prawie od niej się nie różniła. W fazie drugiej pojawiły się drapacze i wiertniki, a narzędzia były rozmiarowo mniejsze niż w fazie pierwszej. W trzecim okresie kultury Hoà Bình pojawiły się wyroby ceramiczne.